# Хвостов, Алексей Николаевич
Алексе́й Никола́евич Хвосто́в (1 (13) июля 1872 — 5 сентября 1918) — российский государственный деятель, действительный статский советник (1914), удостоенный придворного звания камергера (1907). Вологодский и нижегородский губернатор, министр внутренних дел Российской империи в 1915—1916 годах. Племянник Александра Алексеевича Хвостова, который был назначен министром внутренних дел в 1916 году через несколько месяцев после отставки А. Н. Хвостова.

## Биография
Дворянин. Крупный землевладелец Вологодской, Воронежской, Орловской и Тульской губерний. Сын судьи Елецкого окружного суда, председателя Елецкого съезда мировых судей, члена Государственного совета Хвостова, Николая Алексеевича. В 1893 году окончил Императорский Александровский лицей с серебряной медалью. Служил чиновником в различных департаментах Сената. Женат на Екатеринe Александровне Поповой (1872—1934), дочери сенатора А. Н. Попова.
С 1898 — товарищ прокурора Тверского окружного суда. С 1900 — товарищ прокурора Московского окружного суда.
С марта 1904 минский, с октября 1904 — тульский вице-губернатор.

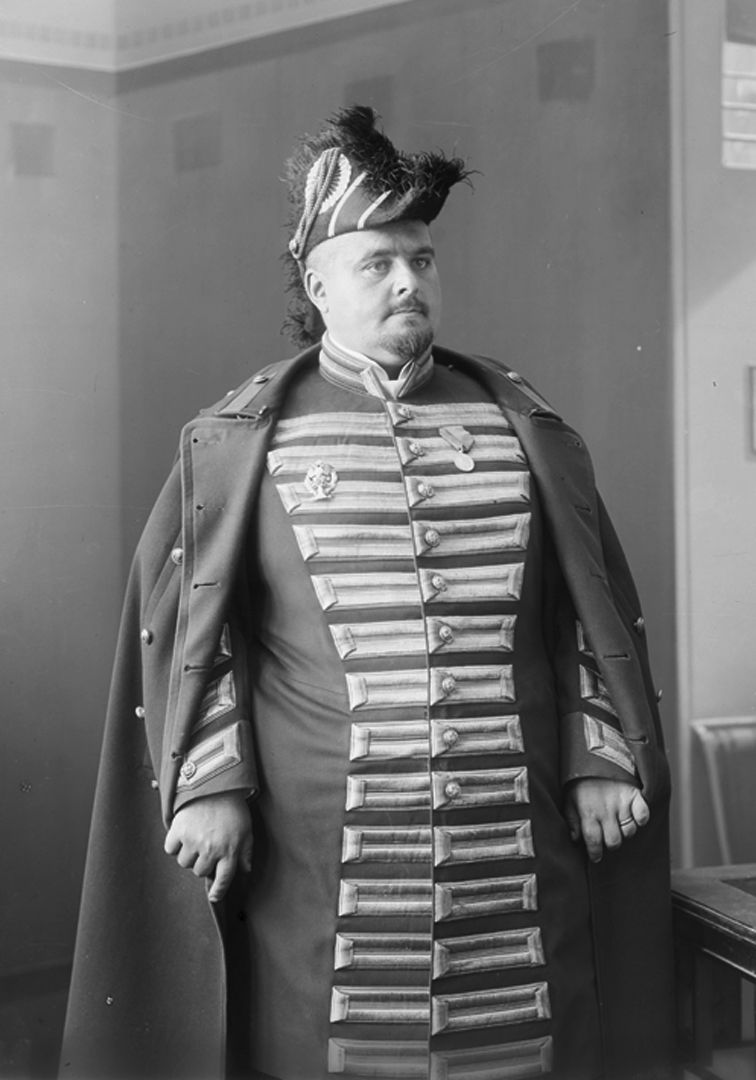
А. Н. Хвостов в придворном вицмундире камергера Двора Его Величества

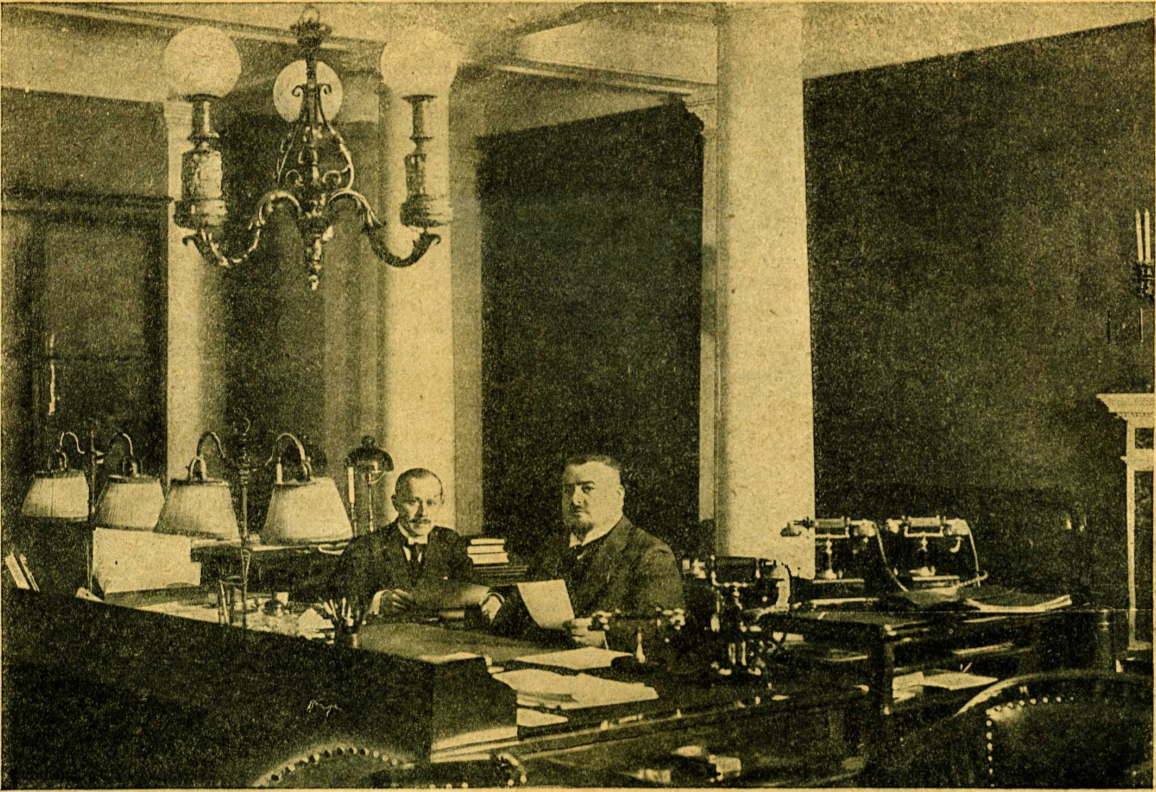
Новый министр внутренних дел, член Государственной думы А. Н. Хвостов за рабочим столом со своим старшим секретарём М. В. Яблонским

Со 2 июня 1906 по 23 августа 1910 — вологодский губернатор. Будучи на этом посту, организовал геологическую экспедицию на Ухту, поддержал идею поворота сибирских рек, соединения Северной Двины и Оби через Урал и Вологодскую губернию, чем обратил на себя внимание императора. С 23 августа 1910 по 15 ноября 1912 — нижегородский губернатор, оставил свой пост в связи с избранием в Государственную Думу от Орловской губернии. Председатель фракции правых в 4-й Государственной думе, позднее — министр внутренних дел России, главноначальствующий над Отдельным корпусом жандармов (26 сентября 1915 — 3 марта 1916).
Член Совета Русского собрания.
6 сентября 1911 года, сразу же после убийства П. А. Столыпина, Николай II принял решение о назначении председателем Совета министров В. Н. Коковцова, а министром внутренних дел — А. Н. Хвостова (Столыпин занимал оба этих поста одновременно). Первым о предполагаемом назначении был извещён Коковцов, который немедленно отказался от совместной службы с Хвостовым и предложил царю выбрать одного из них двоих. Коковцов заявил, что Хвостова «никто в России не уважает» и что «от министров требуется то, чего Хвостов дать не в состоянии». 10 сентября Коковцов отослал царю письмо, в котором отрицательно характеризовал Хвостова. 14 сентября Николай II принял решение назначить министром внутренних дел А. А. Макарова.
В сентябре 1915 года министром внутренних дел был назначен Алексей Хвостов.
Смена министра внутренних дел была произведена в рамках масштабной смены министров после снятия великого князя Николая Николаевича с должности Верховного главнокомандующего.
В обществе, а также долгое время в историографии назначение А. Н. Хвостова приписывалось влиянию «тёмных сил» во главе с Г. Е. Распутиным и императрицей Александрой Фёдоровной. Однако, как показывают современные исследования, это не соответствует действительности. А. Н. Хвостов был личным выбором Николая II. Впервые в переписке императрица упомянула его 22 августа 1915 года, тогда как о своём намерении назначить А. Н. Хвостова Николай заявил премьеру И. Л. Горемыкину ещё 25 июля того же года. Изначально Александра Фёдоровна была против его кандидатуры из-за прохладного приёма Г. Е. Распутина в Нижнем Новгороде в 1911 году. Премьер Горемыкин также был против, предложив 28 августа назначить А. Б. Нейдгарта, с чем императрица согласилась. Однако под влиянием князя М. М. Андроникова, Анны Вырубовой, через которых действовал А. Н. Хвостов, а затем и лично встретившись с ним, Александра Фёдоровна поменяла о нём своё мнение. Тот смог произвести на неё положительное впечатление как лояльный, энергичный и решительный человек, который хорошо относится к Распутину и знает, как вести себя с Думой. Поэтому в переписке с Николаем II она активно поддержала выбор супруга.
Назначению Хвостова предшествовала обширная переписка императрицы, настойчиво писавшей Николаю II о необходимости его назначения:
29 августа 1915 г Любимый мой, А. [Анна Вырубова] только что видела … Хвостова, — последний произвел на неё прекрасное впечатление… Он очень тебе предан, говорил с ней спокойно и хорошо о нашем Друге [Распутине], рассказал, что на завтра готовился запрос в Думе о Гр. [Григории Распутине]: просили подписи Хвост., но он отказал.
10 сентября 1915 г. Прошу тебя, поговори серьезно о Хвостове — как министре внутренних дел — с Горемыкиным [председателем совета министров]. Я уверена, что он — подходящий человек для теперешнего момента, так как никого не боится и предан тебе.
11 сентября 1915 г. Немедленно уволь, мой дорогой … также Щербатова [Министра внутренних дел]… Прошу тебя, назначь Хвостова на его место.
16 сентября 1915 г.  Гр. телеграфировал … и дал нам понять, что Хвостов подойдет. Помнишь, Он однажды ездил к нему в Нижний Новгород.
17 сентября 1915 г. Милый, Хвостов был опять у А. и умолял, чтоб я приняла его, поэтому приму его сегодня. … Теперь, когда и Гр. советует взять Хвостова, я чувствую, что это правильно, и поэтому приму его. … Приезжай как можно скорее и произведи смены, а то они продолжают подкапываться под нашего Друга, а это большой грех. Телеграфируй хоть одно слово, чтобы успокоить меня. Если министры не сменены, телеграфируй: «перемен пока нет», и если решил насчет Хвостова, напиши: «я помню про Хвост».
Результат этой переписки виден в скупых строках в дневнике Николая II
16-го сентября 1915 г. В 5½ у меня состоялся Совет министров. Они остались обедать, затем принял Хвостова.
25-го сентября. Пятница. Утром до прогулки принял Граббе. В 11 час. Щербатова и в 12 час. Самарина и простился с обоими.
Вместо Щербатова министром внутренних дел был назначен Алексей Хвостов.

### Скандал с попыткой убийства Распутина
В конце 1915 года Хвостов, имевший репутацию сторонника Г. Е. Распутина, решил тайно устранить Распутина. Он дал поручение организовать убийство директору Департамента полиции С. П. Белецкому и заведовавшему охраной Распутина М. С. Комиссарову. Оба эти лица не имели намерения убивать Распутина, но не решились и прямо отказать начальнику. Некоторое время они дезинформировали Хвостова, изображая активность по приготовлению к убийству. Заподозрив, что план срывается, Хвостов привлёк к убийству Б. Ржевского, лицо неопределённых занятий, приняв его на службу в МВД и пообещав большую плату. Белецкий организовал арест Ржевского и, угрожая уголовным преследованием, получил информацию о планах Хвостова. Впавший в панику Ржевский рассказал о планировавшемся покушении многим, и в результате в феврале 1916 года сведения дошли до Распутина, А. А. Вырубовой, а через неё — до императорской четы. В возникшей неразберихе Хвостов вначале смог свалить всю вину на Белецкого и организовал его назначение иркутским генерал-губернатором, убрав тем самым из Петрограда. Слухи о подготавливаемом министром внутренних дел убийстве Распутина тем временем расходились всё шире. Хвостов перешёл к открытой демонстрации враждебности к Распутину, публично обвиняя его в шпионаже на Германию, но не приводя никаких доказательств. В результате в марте 1916 года Хвостов был уволен с поста министра без каких-либо наград и предоставления новой должности. Скандал в сильнейшей степени подорвал репутацию правительства и государства. Императрица, способствовавшая назначению Хвостова по рекомендации Распутина, была глубоко разочарована и Хвостовым, и собственным неудачным выбором.

### После свержения монархии
Во время Февральской революции Хвостов был арестован, заключён в Петропавловскую крепость, допрашивался Чрезвычайной следственной комиссией временного правительства, обвинялся в растрате казённых денег.
После Октябрьской революции был оставлен в заключении, в августе 1918 был перевезён в Москву. Публично казнён как заложник в первые дни Красного террора на территории Петровского парка во внесудебном порядке, вместе с группой священнослужителей и правых политиков (епископ Ефрем (Кузнецов), протоиерей И. И. Восторгов, Н. А. Маклаков, И. Г. Щегловитов, С. П. Белецкий и другие).

## Современники об А. Н. Хвостове
А. И. Спиридович. Великая война и Февральская революция. Т. 2, гл. 17:

— Я ведь, — говорил Хвостов, — человек без задерживающих центров. Мне ведь решительно всё равно ехать ли с Гришкой в публичный дом или его с буфера под поезд сбросить…
Я не верил ни своим глазам, ни своим ушам. Казалось, что этот упитанный, розовый с задорными весёлыми глазами толстяк был не министр, а какой то бандит с большой дороги. 
П. Е. Щёголев, вводная статья к протоколам Чрезвычайной следственной комиссии, изданным под названием «Падение царского режима», Л., 1924, том 1, стр. XXVIII:

На первом месте — пресловутый Алексей Николаевич Хвостов, беспардонный и жизнерадостный шут… Его показания поразительны по своему откровенному цинизму, безудержной наглости и полному отсутствию сознания какой-либо вменяемости поступков, какой-либо ответственности.

## В культуре
- Агония (1981) — Владимир Райков